# Kanton Gonesse
Kanton Gonesse is een voormalig kanton van het Franse departement Val-d'Oise. Kanton Gonesse maakte deel uit van het arrondissement Sarcelles en telde 34.172 inwoners (1999). Het werd opgeheven bij decreet van 17 februari 2014 met uitwerking in maart 2015.

## Gemeenten
Het kanton Gonesse omvatte de volgende gemeenten:
- Bouqueval
- Chennevières-lès-Louvres
- Épiais-lès-Louvres
- Gonesse (hoofdplaats)
- Le Thillay
- Roissy-en-France
- Vaudherland
- Vémars
- Villeron